# Jenő, Fejér
Jenő  este un sat în districtul Polgárd, județul Fejér, Ungaria, având o populație de 1.320 de locuitori (2011). 

## Demografie
Componența etnică a satului Jenő
     Maghiari (98,69%)
     Necunoscut (0,26%)
     Alții (1,05%)
Componența confesională a satului Jenő
     Romano-catolici (53,56%)
     Fără religie (10,61%)
     Reformați (7,5%)
     Atei (1,21%)
     Necunoscută (26,82%)
     Ortodocși (0,3%)
Conform recensământului din 2011, satul Jenő avea 1.320 de locuitori. Din punct de vedere etnic, majoritatea locuitorilor (98,69%) erau maghiari. Apartenența etnică nu este cunoscută în cazul a 0,26% din locuitori.  Din punct de vedere confesional, majoritatea locuitorilor (53,56%) erau romano-catolici, existând și minorități de persoane fără religie (10,61%), reformați (7,5%) și atei (1,21%). Pentru 26,82% din locuitori nu este cunoscută apartenența confesională.